# NGC 3453
NGC 3453 is een balkspiraalstelsel in het sterrenbeeld Waterslang. Het hemelobject werd op 21 maart 1835 ontdekt door de Britse astronoom John Herschel.

## Synoniemen
- ESO 569-17
- MCG -4-26-13
- IRAS 10512-2131
- PGC 32707